# U čast svim dobrim ljudima
U čast svim dobrim ljudima je trinaesti album hrvatskog pjevača Dražena Zečića. Izašao je 2009. godine u izdanju Croatia Recordsa.

## Popis pjesama
1. Putnik bez kufera
2. Od duga do duga
3. Nek' me sutra isprate
4. Vladarica
5. Voljela me samo jedno ljeto
6. Najljepša žena
7. Nikada više neću
8. Zima, zima, led
9. Ti nisi ja
10. U čast dobrim ljudima

Dražen Zečić je s pjesmom "Voljela me samo jedno ljeto" 2009. godine nastupio na Splitskom festivalu.